# Інтерпретація та надінтерпретація
Інтерпретація та надінтерпретація (англ. Interpretation and Overinterpretation) — книжка, створена у співавторстві Умберто Еко, Річардом Рорті (R. Rorty), Джонатаном Каллером (J. Culler) та Крістін Брук-Роуз (C. Brooke-Rose), вперше видана у 1992 році під редакцією Стефана Колліні (S. Collini) у Cambridge University Press.
Книжка не є цілісним симбіозом напрацювань вищезгаданих авторів, натомість — хронологічно укладеним циклом наукових статей, написання яких було спричинене жвавою дискусією навколо найскандальнішого твору Умберто Еко — «Маятника Фуко» (1988). Колеги-сучасники Умберто Еко були глибоко обурені псевдоісторичністю його роману, що породило обговорення феномену інтерпретування. Опонентами щодо питань проблематики інтерпретації стали, Річард Рорті, Джонатан Каллер та Крістін Брук-Роуз. Тексти учасників дискусії представляють позиції кожного з авторів щодо властивостей та меж інтерпретації, ролі читача в процесі інтерпретування та причин виникнення хибної інтерпретації.

## Зміст
Праця вміщує в собі передмову Стефана Колліні та сім статей авторства Умберто Еко, Річарда Рорті, Джонатана Каллера та Крістан Брук-Роуз.
Першою статтею є твір Умберто Еко «Інтерпретація та історія». Автор розглядає інтенції в контексті семіотики, аналізуючи три рівні інтерпретації тексту: інтенцію автора, інтенцію читача та вперше вводить поняття інтенції тексту. Кожен з цих елементів має свої особливості та відіграє роль у процесі створення та сприйняття змісту. За Еко, ідеальний автор створює свій ідеальний текст, що є орієнтованим на його ідеального читача і буде правильно ним проінтерпретованим. Проте, в руках неідеального читача, текст може проявляти свою власну інтенцію, нівелюючи авторську, та ведучи читача асоціативними лабіринтами.
Інтенція тексту послуговується системою взаємопов'язаних, вбудованих в текст аналогій, що знеособлюють автора і, частково, читача. Такі аналогії передбачають можливість подальших множинних інтерпретацій та надінтерпретацій і Умберто Еко пов'язує феномен можливості такого довільного прочитання з питанням можливості «правильного прочитання» як такого. Отож, в деяких випадках текст виступає незалежним гравцем на полі інтерпретацій і мимоволі «наштовхує» читачів на сприйняття текстових інтенцій, які в свою чергу не є обмеженими (або є майже необмеженими) в можливості подальшого переінтерпретовування.
Наскільки реальною тоді є перспектива автора донести свою інтенцію? На жаль, точної відповіді на це питання ні Умберто Еко, ні його опоненти дати не можуть:
«Текст — це нездетермінований усесвіт, в якому інтерпретатор може віднайти нескінченне число взаємовідношень».
Іноді ці взаємозв'язки можна простежити між текстами одного автора. В цьому випадку такі тексти формують текстуальний корпус, який виводить текст на зовсім інший рівень сприйняття, де межі інтерпретації та умови вірогідного інтерпретування представлені як ситуативні незакономірні поняття, що видозмінюються із зміною перспективи, контексту, особливостей тексту і т. д.
Наступною статтею циклу є «Надінтерпретування текстів» (анг. «Overinterpretind texts»), в якій Умберто Еко звертається до проблематики помилкового інтерпретування.
Автор визначає «надінтерпретацію» як процес, у якому інтерпретація втрачає свій зв'язок із текстуальними основами. Це відбувається тоді, коли читач привласнює тексту сенс, який:
1. Не має жодного текстуального підтвердження;
2. Виникає з особливої заангажованості в тему, що провокує хибний асоціативний ряд.
Умберто Еко не заперечує відкритості тексту до різних інтерпретацій, але вважає, що така можливість має свої межі. Ці межі визначаються інтенцією тексту, а не виключно інтенцією читача.
В той самий час Крістін Брук-Роуз наголошує, що автор, створюючи текст, не може передбачити всіх можливих інтерпретацій, але все ж таки встановлює певний контроль над ним. За її словами, текст, навіть коли він є відкритим, завжди обмежений структурою, семантикою та інтертекстуальними зв'язками. Вона вважає, що текст не є «безмежним полем» для суб'єктивних ідей читача, а натомість є структурованим і має певну внутрішню логіку.

## Основна ідея
Загалом, в книжці розглядається, як тексти взаємодіють один з одним через цитування, алюзії або загальні культурні контексти. Річард Рорті акцентує на тому, що інтерпретація є суб'єктивною і залежить від індивідуального досвіду читача. Джонатан Каллер звертає увагу на те, як культурні та літературні контексти впливають на можливості інтерпретації. Проте, акцент виставлений на важливості відповідального підходу до аналізу тексту. Інтерпретація не повинна виходити за межі текстуальної логіки і повинна спиратися на докази, що містяться в тексті. Це дозволяє уникнути хаотичного надінтерпретування, яке розмиває значення тексту.